# 1-Butyl-3-methylimidazoliumtetrachloroferrat
1-Butyl-3-methylimidazoliumtetrachloroferrat ist eine ionische Flüssigkeit (auch: ionic liquid oder Flüssigsalz), also ein Salz, dessen Schmelzpunkt unter 100 °C liegt. Aufgrund des high-spin Anions FeCl4− handelt es sich um eine magnetische Substanz.

## Darstellung
1-Butyl-3-methylimidazoliumtetrachloroferrat kann durch Mischen von 1-Butyl-3-methylimidazoliumchlorid mit Eisen(III)chlorid dargestellt werden. Dabei scheidet sich das BMIM FeCl4 als eine zweite, schwerere Phase ab.

## Verwendung
1-Butyl-3-methylimidazoliumtetrachloroferrat kann als wiederverwendbarer Katalysator, in Extraktionsprozessen sowie in der CO2-Abscheidung und -Speicherung verwendet werden.